# Озёрное (Русско-Полянский район)
Озёрное — деревня в Русско-Полянском районе Омской области России. Входит в состав Алаботинского сельского поселения.

## География
Деревня находится юго-восточной части Омской области, в степной зоне, в пределах Ишимской равнины, на северо-западном берегу озера Жарылдыколь, на расстоянии примерно 16 км (по прямой) к северо-северо-западу (NNW) от посёлка городского типа Русская Поляна, административного центра района. Абсолютная высота — 110 м над уровнем моря.
Часовой пояс
Деревня Озёрное, как и вся Омская область, находится в часовой зоне МСК+3. Смещение применяемого времени относительно UTC составляет +6:00.

## Население
| 2010 | 2014 | 2015 |
| ---- | ---- | ---- |
| 228  | ↘219 | ↗229 |

Половой состав
По данным Всероссийской переписи населения 2010 года, в гендерной структуре населения мужчины составляли 51,8 %, женщины — соответственно 48,2 %.
Национальный состав
Согласно результатам переписи 2002 года, в национальной структуре населения русские составляли 39 % из 218 чел.

## Улицы
| - ул. Болотная, - ул. Главная, | - ул. Новая, - ул. Озёрная. |